# 대구청림초등학교
대구청림초등학교는 대한민국 대구광역시 수성구에 있는 초등학교다.

## 연혁
- 2004-04-10 학교 설립 인가
- 2005-08-24 학교 준공
- 2005-09-01 제1대 강찬석 교장 취임
- 2005-09-01 대구동노변초등학교 개교(22학급, 704명)
- 2006-03-01 대구청림초등학교로 교명 변경
- 2006-03-01 29학급 편성(일반 28, 특수 1)
- 2006-03-01 대구청림초등학교 병설유치원 개교(일반2, 종일반1)
- 2006-03-01 특수학급 신설(1학급)
- 2007-02-14 제1회 졸업식(남118명, 여74명, 계192명)
- 2007-03-01 28학급 편성(일반 27학급, 특수 1학급)
- 2008-02-21 제2회 졸업식(남88명, 여70명, 계158명)
- 2008-03-01 제2대 최해기 교장 취임
- 2009-02-12 제3회 졸업식(남82명, 여75명, 계157명)
- 2009-09-01 제3대 박을규 교장 부임
- 2009-03-01 29학급 편성(일반 28학급, 특수 1학급)
- 2010-02-11 제4회 졸업식(남82명, 여75명, 계157명)
- 2010-03-01 27학급 편성(일반 26학급, 특수 1학급)
- 2011-02-11 제5회 졸업식(남82명, 여75명, 계157명)
- 2011-03-01 제4대 전진렬 교장 부임
- 2011-03-01 28학급 편성(일반 27학급, 특수 1학급)
- 2012-02-16 제6회 졸업식(남83명, 여79명, 계162명)
- 2012-03-01 27학급 편성 (일반 26학급, 특수 1학급)
- 2013-02-15 제7회 졸업식 161명 졸업(남 83명 ,여 78명 ,계 161명)
- 2013-03-01 26학급 편성(일반 25, 특수 1)
- 2014-02-14 제8회 졸업식(남 82명, 여 79명, 계 161명, 총1135명 졸업)
- 2014-03-01 제5대 황윤식 교장 취임
- 2014-03-01 25학급 편성(일반 24학급, 특수1학급)
- 2015-02-13 제9회 졸업식(남 52명, 여 41명, 계 93명, 총 1,228명 졸업)
- 2015-03-01 24학급 편성(일반 23, 특수 1)
- 2016-02-04 제10회 졸업식 (남 49명, 여 40명, 계 89명, 총 1,317명 졸업)
- 2016-03-01 21학급 편성(일반 20, 특수 1)
- 2016-04-22 제6대 김광순 교장 취임
- 2017-02-17 제11회 졸업식 (남 45명, 여 42명, 계 87명, 총 1,404명 졸업)
- 2017-03-01 19학급 편성(일반18, 특수1)
- 2018-02-09 제12회 졸업식 (남 49명, 여 38명, 계 87명, 총 1,613명 졸업)
- 2018-03-01 17학급 편성(일반16, 특수1)